# Treehouse of Horror XXV
Treehouse of Horror XXV (рус. Домик ужасов на дереве 25) — четвёртый эпизод двадцать шестого сезона мультсериала «Симпсоны». Выпущен 19 октября 2014 года в США на телеканале «Fox». Посвящён Хэллоуину и, по традиции, состоит из трёх частей.

## Сюжет

### «School Is Hell» (рус.Школа — ад)
Оставшись в наказание после уроков, Барт находит на своей парте надпись на неизвестном ему языке. Он зовёт Лизу, чтоб она увидела это. Используя приложение-переводчик, Лиза обнаруживает, что это надпись на древнеарамейском. Прочитав её, они попадают в ад, в школу для демонов, где Лиза становится популярной и где Барт неожиданно начинает делать успехи. Когда Барт говорит родителям о этой школе, они пошли на разговор с директором школы. И вскоре Барт учится в ней, получает хорошие оценки по всем предметам и заканчивает год отличником.

### «A Clockwork Yellow» (рус.Заводной лимон)
Мо имеет банду в стиле Заводного апельсина в Лондоне вместе с Ленни, Карлом и Гомером. Все было хорошо, пока Гомер не влюбляется в девушку (Мардж), которая убеждает его бросить банду, после его ухода банда распалась. Много лет спустя на Мо нападают в его доме. Тогда он решает вернуться в старое дело и зовёт собой Гомера, а также Ленни и Карла, которые стали полицейскими. Они договариваются о последней встрече, Мардж говорит Гомеру, что это плохо влияет детей, но Гомер вновь решает пойти, не слушая Мардж. Проворачивая своё «последнее дело», они долго думают и делают свой выбор. Они решают напасть на эротическую вечеринку в масках, которые создают «цензуру». Началась драка, в которой Мо избили.
Но тут серию прерывает Стэнли Кубрик.

### «The Others» (рус.Другие)
Утром Гомер идёт в ванную, чтобы умыться. Там он замечает на зеркале кровавую надпись «Помоги». Позже Мардж находит загадочные молочные коктейли, и это становится началом череды странных событий, происходящих в их доме. После происходящих событий они обнаруживают других себя (Симпсонов вариации 1987 года), являющихся призраками. Гомер встречает прошлую Мардж, которая больше любит его. Между ними происходит ссора, и «новая» Мардж говорит, что знает все ошибки Гомера, и не перестаёт его любить из-за этого. «Новый» Гомер возвращается к «старой» Мардж. Его ревнующая жена решает отравиться в духовке и тоже стать призраком, ревнующий «старый» Гомер убивает «нового», а Барт и Лиза, чтобы не остаться сиротами, убивают друг друга, а Садовник Вилли — Мэгги. В итоге обе семьи делают совместное фото с нелепыми рожицами, как в короткометражке «Семейный портрет». А их дом заселяет трёхмерная версия Симпсонов, отсылающая к части «Гомер3» из «Treehouse of Horror VI». К ним приходят и другие Симпсоны, пародирующие разные аниме, миньонов из «Гадкого я», мультсериалы «Время приключений», «Южный парк» и «Спецагент Арчер», также появились варианты семьи из серий: «Brick Like Me» (Лего-дизайн), диванной сцены «Diggs» и Treehouse of Horror XIII.

## Пародии в эпизоде
- Звонок в виде головы человека отсылает к мультфильму «Der Fuehrer’s Face» с Дональдом Даком.
- Когда Барт и Лиза идут по адской школе, на заднем плане можно видеть пытку пончиками, которой подвергался Гомер в новелле «Дьявол и Гомер Симпсон» в «Treehouse of Horror IV».
- Часть «Заводной лимон» наполнена отсылками к фильмам режиссёра Стэнли Кубрика:
  - Название и сюжет основаны на «Заводном апельсине» — экранизации одноимённого романа Энтони Бёрджесса.
  - Сцена в туалете — из фильма «Цельнометаллическая оболочка».
  - Эротическая вечеринка мистера Бёрнса — пародия на оргию из фильма «С широко закрытыми глазами», а Смитерс внешним видом напоминает главного героя фильма.
  - Сцена, где Гомер забивает Сайдшоу Мела костью из его волос — отсылка к фильму «Космическая одиссея 2001 года», как и «монолит», появляющийся в конце этой сцены.
  - В конце части есть ещё одна отсылка к этому фильму: когда Стэнли Кубрик подбрасывает фломастер, он летит точно так же, как подброшенная австралопитеком кость в начале «Космической одиссеи», при этом играет вальс «На прекрасном голубом Дунае» из того же фильма. То, как фломастер приземляется на голову Кубрика, может быть отсылкой к видеоигре Spore, в которой присутствует пародия на этот фильм.
  - Дуэль Карла и Продавца комиксов — отсылка к «Барри Линдону».
  - В музыкальном магазине присутствуют три пластинки, пародирующие своими названиями и обложками различные фильмы Кубрика: «Dr. Strangelaugh» — «Доктора Стрейнджлава» (Dr. Strangelove), «Paths of Gravy» — «Тропы славы» (Paths of Glory) и «Full Milhouse Jacket» — «Цельнометаллическую оболочку» (Full Metal Jacket).
  - В конце этой части можно заметить киноплёнку под названием «Fake moon landing» (Подделка высадки на Луну). В Америке распространено мнение, что в 1970-х годах Стэнли Кубрик участвовал в «лунном заговоре» и снимал в Неваде сцены высадки на Луну американских астронавтов проекта «Аполлон».
- «Другие» пародируют одноимённый фильм 2001 года. Когда доктор Монро застревает в стене, то это напоминает диснеевского «Винни-Пуху» (включая слова Гомера и отражение в зеркале).

## Восприятие
Серия в 2015 году номинировалась на Прайм-таймовую премию «Эмми» за лучшую анимационную программу, но проиграла минисериалу «По ту сторону изгороди».